# Supercoppa islandese 2022 (pallavolo femminile)
La Supercoppa islandese 2022, 5ª edizione della Supercoppa nazionale femminile di pallavolo, si è svolta il 24 settembre 2022: al torneo hanno partecipato due squadre di club islandesi e la vittoria finale è andata per la seconda volta al KA Akureyri.

## Regolamento
La formula ha previsto una gara unica.

## Squadre partecipanti
| Squadra     | Qualificazione                                                                    |
| ----------- | --------------------------------------------------------------------------------- |
| Afturelding | Finalista Coppa d'Islanda 2021-22/Finalista play-off scudetto Úrvalsdeild 2021-22 |
| KA Akureyri | Vincitrice Coppa d'Islanda 2021-22/Úrvalsdeild 2021-22                            |

## Torneo
| 24 settembre 2022 KA heimilið, Akureyri Durata: 1h:26 - Spettatori: 250 | KA Akureyri | 3 - 0 | Afturelding | 26-24, 25-23, 25-23 |